# Âm xát môi-môi vô thanh
Âm xát đôi môi vô thanh là một phụ âm, dùng trong một số ngôn ngữ nói. Kí tự thể hiện âm này trong bảng mẫu tự ngữ âm quốc tế là ⟨ɸ⟩, còn kí tự X-SAMPA tương ứng là p\.
Âm xát đôi môi là một âm thiếu ổn định, có xu hướng trở thành [f].

## Đặc điểm
Đặc điểm của âm xát đôi môi vô thanh:
- Cách phát âm là xát, nghĩa là nó được tạo ra bằng cách ép dòng khí qua một khe hẹp ở vị trí phát âm.
- Vị trí cấu âm là môi-môi, nghĩa là phải vận dụng cả môi trên và môi dưới để phát âm.

- Đây là âm vô thanh, nghĩa là dây thanh không rung khi phát âm.
- Vì âm này không được phát ra nhờ sự tác động của dòng khí lên lưỡi, không cần để tâm đến sự phân biệt âm giữa lưỡi-âm cạnh lưỡi.
- Đây là âm phổi, nghĩa là nó được tạo ra bởi khí chỉ do phổi và cơ hoành đẩy ra.